# Copa do Equador de Futebol de 2025
A Copa do Equador de 2025, oficialmente denominada Copa Ecuador Ecuabet DirecTV 2025 por razões de patrocínio, é a quarta edição desta competição. Teve início em 30 de abril e está prevista para encerrar-se em 26 de novembro. O torneio é organizado pela Federação Equatoriana de Futebol (FEF) e conta com a participação de clubes da Série A, Série B, Segunda Categoria (Série C do Equador) e do futebol amador.
O campeão garantirá vaga na Taça Libertadores de 2026 e disputará a Supercopa do Equador do mesmo ano, enfrentando o campeão da Série A do Equador de 2025.

## Regulamento

### Sistema de disputa
O torneio, nesta edição, manteve o formato adotado na última edição, realizada em 2024, contando com 49 equipes participantes: os 16 clubes da Série A de 2025, 10 da Série B de 2025, 21 equipes da Segunda Categoria de 2024 (campeões dos campeonatos provinciais) e 2 representantes do futebol amador de 2024. Nesta ocasião, os dois clubes que foram rebaixados da Série B em 2024 e posteriormente reintegrados para 2025 (Chacaritas e Vargas Torres) não foram incluídos na competição.
Na primeira fase (2 equipes), o clube da Segunda Categoria que terminou na última colocação da classificação geral de desempenho da temporada de 2024,[11] além do vice-campeão do futebol amador de 2024, são emparelhados em um confronto único no sistema de mata-mata. O vencedor avança para a segunda fase classificatória.
Na segunda fase (32 equipes), entram os 10 clubes da Série B, os 20 restantes da Segunda Categoria, o campeão do futebol amador e o vencedor da primeira fase. As equipes são sorteadas em 16 confrontos no sistema de "mata-mata" em jogo único. Os 16 vencedores avançam aos 16-avos de final.
Nos 16-avos de final (32 equipes), entram os 16 clubes da Série A, que se juntam aos 16 classificados da fase anterior, também em confrontos definidos por sorteio. A partir dessa fase, seguem as etapas de oitavas de final, quartas de final, semifinais e final, sempre em sistema de "mata-mata".
Mando de campo: as partidas da primeira e segunda fase, bem como dos 16-avos, oitavas, quartas e final, serão disputadas em jogo único no estádio da equipe de menor categoria. Caso as duas equipes pertençam à mesma divisão, o mando será do time com melhor colocação na temporada de 2024 ou no ranking de clubes da Conmebol de 2025, conforme aplicável. As semifinais serão em jogos de ida e volta, com a equipe melhor posicionada tendo o mando no jogo decisivo, seguindo os mesmos critérios das fases anteriores. A final será realizada em campo neutro, definida previamente pela organização.
Classificação para os torneios da CONMEBOL: o campeão garante a vaga como Equador 4 na Taça Libertadores de 2026. Caso o campeão já esteja classificado como Equador 1, 2 ou 3, a vaga será destinada ao vice-campeão ou à equipe de melhor desempenho na competição que ainda não esteja classificada para nenhum torneio internacional.

## Calendário
Os 49 clubes são divididos da seguinte forma:
| Fase             | Sorteio             | Data                          | Total     | Clubes que jogam na fase                                                                                    |
| Primera fase     | 16 de abril de 2025 | 30 de abril                   | 2 clubes  | - 1 clube da Segunda Categoria de 2024 - 1 clube do futebol amador de 2024                                  |
| Segunda fase     | 16 de abril de 2025 | 9 de maio a 13 de junho       | 32 clubes | - 20 clubes da Segunda Categoria de 2024 - 10 clubes da Série B de 2025 - 1 clube do futebol amador de 2024 |
| 16-avos de final | 13 de junho de 2025 | 10 de julho a 28 de agosto    | 32 clubes | - 16 clubes da Série A de 2025 - 16 clubes classificados da segunda fase                                    |
| Oitavas de final | 13 de junho de 2025 | 17 de setembro a 8 de outubro | 16 clubes | - 16 clubes classificados dos 16-avos de final                                                              |
| Quartas de final | 13 de junho de 2025 | 15 a 22 de outubro            | 8 clubes  | - 8 clubes classificados das oitavas de final                                                               |
| Semifinais       | 13 de junho de 2025 | 5 a 12 de novembro            | 4 clubes  | - 4 clubes classificados das quartas de final                                                               |
| Final            | 13 de junho de 2025 | 26 de novembro                | 2 clubes  | - 2 clubes classificados das semifinais                                                                     |

## Participantes
| Série A | Série B | Segunda Categoria | Futebol Amador                       |
| - Aucas - Barcelona - Delfín - Deportivo Cuenca - El Nacional - Emelec - Independiente del Valle - Libertad - LDU de Quito - Macará - Manta - Mushuc Runa - Orense - Técnico Universitario - Universidad Católica - Vinotinto Ecuador | - 9 de Octubre - 22 de Julio - Atlético Vinotinto - Cumbayá - Gualaceo - Guayaquil City - Imbabura - Independiente Juniors - Leones - San Antonio | - Baños Ciudad de Fuego - Cuenca Juniors - Deportivo Coca - Deportivo Ibarra - Deportivo Santo Domingo - Ecuagenera - Huaquillas - La Cantera - La Troncal - Liga de Macas - Liga de Portoviejo - Loja City - Luz Valdivia - Miguel Iturralde - Mineros - Montúfar - Olmedo - Panamericana - Patria - Río Aguarico - San Camilo | - Quito - Sembrando Buenos Campeones |

## Fase classificatória

### Primeira fase
o pontapé inicial da competição foi dado no estádio LDC Tabacundo, em Tabacundo, na quarta-feira, 30 de abril. Na ocasião, o Sportivo Loja venceu por 2–0 o Quito FC, pela fase classificatória, e garantiu sua vaga na fase seguinte. O Quito FC entrou como vice-campeão do futebol amador, enquanto o Sportivo Loja participou por ter sido o último colocado na classificação geral de desempenho de 2024 da etapa provincial do Acesso Nacional.
| Jogo único |       |       |               |                            |  |
| \| 30 de abril P1 \| Quito \| 0 ― 2 \| Sportivo Loja \| Liga Cantonal de Tabacundo \| \| \| \| \| \| \| \| \| |       |       |               |                            |  |
| 30 de abril P1                                                                                                | Quito | 0 ― 2 | Sportivo Loja | Liga Cantonal de Tabacundo |  |
| |       |       |               |                            |  |

### Segunda fase
A fase iniciou em 9 de maio, na ocasião, o 22 de Julio venceu fora de casa por expressivos 3–0 o Deportivo Coca, em partida disputada no estádio Julio César Vega, em La Joya de los Sachas. Com essa vitória, a equipe esmeraldina, então atual campeão do Acesso Nacional, assegurou sua classificação para os dezesseis avos de final do torneio. A fase mal começou e tivemos sua primeira grande surpresa: o Ecuagenera, clube de Zamora Chinchipe despachou o Cumbayá, rebaixado para a Série B em 2024, com uma vitória por 2–1 no Estádio Municipal de Yantzaza. O Club Mineros, único representante da província de Bolívar na disputa, foi eliminado ao ser derrotado por 2–0 pelo Gualaceo. A partida aconteceu no estádio 7 de Octubre, em Quevedo. Em 17 de maio, no Estádio Municipal de La Troncal, o Imbabura venceu fora de casa o La Troncal FC por 2–1. A equipe comandada por Luis Espinel confirmou o favoritismo, superou o adversário da Segunda Categoria. Os Gardenios construíram a vitória com gols de Cristhian Benalcázar e Danny Burbano, enquanto Bryan Rodríguez descontou para os donos da casa.
Uma semana depois, o 9 de Octubre venceu por 1–0 fora de casa o Deportivo Panamericana, em Pujilí. O time da Série B, que em 2025 transferiu sua sede de Guayaquil para La Troncal, foi superior ao longo do jogo diante do adversário da Segunda Categoria. O único gol da partida saiu nos instantes finais do primeiro tempo, aos 43 minutos, quando Miguel Grueso venceu pelo alto e cabeceou para as redes.
| 9 de maio S2 | Deportivo Coca | 0 ― 3 | 22 de Julio | Julio César Vega |  |
|              |                |       |             |                  |  |

| 11 de maio S4 | Ecuagenera | 2 ― 1 | Cumbayá | Municipal de Yantzaza |  |
|               |            |       |         |                       |  |

| 16 de maio S3 | Mineros | 0 ― 2 | Gualaceo | 7 de Octubre |  |
|               |         |       |          |              |  |

| 17 de maio S6 | La Troncal | 1 ― 2 | Imbabura | Municipal de La Troncal |  |
|               |            |       |          |                         |  |

| 24 de maio S7 | Panamericana | 0 ― 1 | 9 de Octubre | "El Horno" |  |
|               |              |       |              |            |  |

| 24 de maio S13 | Río Aguarico | 2 ― 1 | Loja City | Municipal de Shushufindi |  |
|                |              |       |           |                          |  |

| 25 de maio S15 | Montúfar | 1 ― 4 | La Cantera | Olímpico de Tulcán |  |
|                |          |       |            |                    |  |

| 28 de maio S11 | Luz Valdivia | (4) 1 ― 1 (5) | Deportivo Santo Domingo | Modelo Alberto Spencer |  |
|                |              |               |                         |                        |  |

| 30 de maio S16 | Deportivo Ibarra | (4) 0 ― 0 (5) | San Antonio | Olímpico de Ibarra |  |
|                |                  |               |             |                    |  |

| 31 de maio S8 | Sembrando Buenos Campeones | 0 ― 4 | Leones | Metropolitano Eloy Alfaro |  |
|               |                            |       |        |                           |  |

| 1º de junho S1 | San Camilo | (3) 0 ― 0 (4) | Guayaquil City | 7 de Octubre |  |
|                |            |               |                |              |  |

| 4 de junho S14 | Patria | (1) 1 ― 1 (3) | Miguel Iturralde | Samborondón Arena |  |
|                |        |               |                  |                   |  |

| 6 de junho S12 | Baños Ciudad de Fuego | (4) 2 ― 2 (3) | Huaquillas | Coronel José Silva Romo |  |
|                |                       |               |            |                         |  |

| 9 de junho S5 | Cuenca Juniors | (5) 2 ― 2 (4) | Atlético Vinotinto | Alejandro Serrano Aguilar |  |
|               |                |               |                    |                           |  |

| 9 de junho S9 | Liga de Portoviejo | (4) 1 ― 1 (3) | Independiente Juniors | Reales Tamarindos |  |
|               |                    |               |                       |                   |  |

| 13 de junho S10 | Olmedo | (5) 2 ― 2 (3) | Liga de Macas | Olímpico Fernando Guerrero |  |
|                 |        |               |               |                            |  |

### 16-avos de final
Em 10 de julho de 2025, em uma noite dos golaços, o Santo Domingo, da terceira categoria, eliminou o Delfín nos pênaltis após empatar por 2–2 em casa, pelo primeiro jogo da Fase 3 da competição. Elson Peñarrieta foi o grande nome do jogo, com dois gols para o mandante, Osmar Fernández e Jeremías Pérez Tica descontaram para o Delfín. Nas penalidades, o Santo Domingo foi implacável e venceu por 4–1. O El Nacional, campeão da Copa Equador de 2024, visitou em 11 de julho de 2025, o 22 de Julio FC, de Esmeraldas. Os "puros criollos", da Série A, venceram por uma convincente goleada de 3–0 no estádio Folke Anderson de Esmeraldas.
| 10 de julho D5 | Deportivo Santo Domingo | (4) 2 ― 2 (1) | Delfín | Etho Vega Baquero |  |
|                |                         |               |        |                   |  |

| 11 de julho D6 | 22 de Julio | 3 ―0 | El Nacional | Folke Anderson |  |
|                |             |      |             |                |  |

| 16 de julho D14 | La Cantera | ― | Libertad |  |  |
|                 |            |   |          |  |  |

| 16 de julho D1 | Olmedo | ― | Liga de Quito | Olímpico Fernando Guerrero |  |
|                |        |   |               |                            |  |

| 23 de julho D7 | Río Aguarico | ― | Universidad Católica |  |  |
|                |              |   |                      |  |  |

| 30 de julho D8 | Ecuagenera | ― | Aucas |  |  |
|                |            |   |       |  |  |

| 30 de julho D4 | Miguel Iturralde | ― | Emelec |  |  |
|                |                  |   |        |  |  |

| 6 de agosto D12 | Guayaquil City | ― | Mushuc Runa | Christian Benítez |  |
|                 |                |   |             |                   |  |

| 6 de agosto D2 | Imbabura | ― | Independiente del Valle | Olímpico de Ibarra |  |
|                |          |   |                         |                    |  |

| 7 de agosto D9 | Baños Ciudad de Fuego | ― | Deportivo Cuenca | Coronel José Silva Romo |  |
|                |                       |   |                  |                         |  |

| 13 de agosto D16 | San Antonio | ― | Manta | Olímpico de Ibarra |  |
|                  |             |   |       |                    |  |

| 14 de agosto D15 | Gualaceo | ― | Vinotinto Ecuador |  |  |
|                  |          |   |                   |  |  |

| 20 de agosto D11 | 9 de Octubre | ― | Técnico Universitario |  |  |
|                  |              |   |                       |  |  |

| 21 de agosto D13 | Leones | ― | Orense | Municipal de Otavalo |  |
|                  |        |   |        |                      |  |

| 27 de agosto D10 | Liga de Portoviejo | ― | Macará | Reales Tamarindos |  |
|                  |                    |   |        |                   |  |

| 28 de agosto D3 | Cuenca Juniors | ― | Barcelona | Alejandro Serrano Aguilar |  |
|                 |                |   |           |                           |  |

## Jogos da fase final
| O1 |  | ― |  |  |  |
|    |  |   |  |  |  |

| O2 |  | ― |  |  |  |
|    |  |   |  |  |  |

| O3 |  | ― |  |  |  |
|    |  |   |  |  |  |

| O4 |  | ― |  |  |  |
|    |  |   |  |  |  |

| O5 |  | ― |  |  |  |
|    |  |   |  |  |  |

| O6 |  | ― |  |  |  |
|    |  |   |  |  |  |

| O7 |  | ― |  |  |  |
|    |  |   |  |  |  |

| O8 |  | ― |  |  |  |
|    |  |   |  |  |  |

| Q1 |  | ― |  |  |  |
|    |  |   |  |  |  |

| Q2 |  | ― |  |  |  |
|    |  |   |  |  |  |

| Q3 |  | ― |  |  |  |
|    |  |   |  |  |  |

| Q4 |  | ― |  |  |  |
|    |  |   |  |  |  |

| S1 |  | ― |  |  |  |
|    |  |   |  |  |  |

|  |  | ― |  |  |  |
|  |  |   |  |  |  |

| S2 |  | ― |  |  |  |
|    |  |   |  |  |  |

|  |  | ― |  |  |  |
|  |  |   |  |  |  |

| F |  | ― |  |  |  |
|   |  |   |  |  |  |

## Premiação
| Copa Ecuador Ecuabet DirecTV de 2025 Copa do Equador de Futebol de 2025 |
| ----------------------------------------------------------------------- |
| EM DISPUTA Campeão (?.º título)                                         |